# Vezmanā
Vezmanā är en ort i Iran.   Den ligger i provinsen Gilan, i den nordvästra delen av landet, 260 km nordväst om huvudstaden Teheran. Vezmanā ligger 214 meter över havet och antalet invånare är 363.
Terrängen runt Vezmanā är kuperad åt nordost, men åt sydväst är den bergig. Runt Vezmanā är det ganska tätbefolkat, med 134 invånare per kvadratkilometer. Närmaste större samhälle är Fūman, 15,2 km öster om Vezmanā. I omgivningarna runt Vezmanā växer i huvudsak blandskog.